# Erioptera longicauda
Erioptera longicauda är en tvåvingeart som beskrevs av Friedrich Hermann Loew 1871. Erioptera longicauda ingår i släktet Erioptera och familjen småharkrankar. Inga underarter finns listade i Catalogue of Life.